# Huidji See
Huidji See (Arnhem, 30 mei 1981) is een Nederlands poolbiljarter. Hij werd op 15 mei 2011 wereldkampioen 10-ball door in de WK-finale in Manilla met 11-8 te winnen van de Chinees Fu Jianbo. See werd in 2007 al eens tweede op het World Straight Pool Championship (WSPC), nadat hij de finale met 171-200 verloor van Oliver Ortmann. Zijn bijnaam in de poolwereld luidt Hooch. See was met zijn tweede plaats destijds de eerste Nederlander ooit die een medaille won op het wereldkampioenschap straight pool.
See is geboren en getogen in Nederland, maar heeft Chinese ouders. Hij speelt competitie voor Thurston in de Nederlandse ProTeam League (PTL), de voormalige eredivisie.

## Internationale faam
See won in 2011 de wereldtitel 10-ball door na de groepsfase te winnen van achtereenvolgens Yousseff Jalal (9-3), Ricky Yang (9-7), Pin-Yi Ko (9-6), Tony Drago (9-4) en Yukio Akakariyama (9-6). In de finale versloeg hij vervolgens titelfavoriet Fu Jianbo met 11-8, na voorgekomen te zijn met 7-3, 7-6 en 9-8. Het WK 2011 leverde hem behalve de titel ook $60.000,- op.
Om in de finale van het WSPC 2007 te komen, versloeg See achtereenvolgens Stevie Moore, Antonio Fazanes, Matt Krah, Bob Maidhof, Niels Feijen, Warren Kiamco en Martin Kempter.